# Gita Lenz
Gita Lenz (oktober 1910 – New York (stad), 20 januari 2011) was een Amerikaanse fotografe met haar bloeiperiode in de jaren vijftig en zestig van de twintigste eeuw. Lenz zou voor langere tijd in de vergetelheid raken maar begin eenentwintigste eeuw werd haar werk herontdekt en verscheen er een monografie van haar werk. 

## Leven en werk
Naar alle waarschijnlijkheid begon Lenz met fotograferen in de jaren veertig, na het mislukken van haar tweede huwelijk. Haar eerste echtgenoot kwam te overlijden tijdens de Spaanse Burgeroorlog. Lenz woonde vanaf 1940 in een appartement in Greenwich Village, New York en kan worden beschouwd als een autodidact op het gebied van fotografie.
Vanaf begin jaren vijftig ontstijgt Lenz het niveau van de amateurfotografie en begint haar werk op te vallen. In 1951 wordt door Edward Steichen werk van haar opgenomen in de tentoonstelling Abstraction in Photography in het Museum of Modern Art. In 1952 is het werk van Lenz te zien in The Third Eye, een groepstentoonstelling van de drie fotografen (Gita Lenz, John Reed en Donald Normark) in het Brooklyn Museum of Art. In 1955 wordt door Steichen een foto van Lenz opgenomen in de wereldberoemde tentoonstelling The Family of Man.
Uit correspondentie blijkt dat het werk van Lenz beïnvloed werd door de fotograaf Aaron Siskind, met wie ze ook goed bevriend was. Net als dat van Siskind bevat haar werk niet alleen straatfotografie, maar richtte ze zich ook op abstracte thema's. Ze lijkt daarbij gefascineerd te zijn door de vormen die zijn gecreëerd door de mens. Lenz zou blijven fotograferen tot de begin van de jaren zestig, waarbij ze ook commerciële opdrachten uitvoerde, bijvoorbeeld voor Standard Oil een serie over het taxibedrijf. Gedwongen door haar financiële omstandigheden moest Lenz op zoek gaan naar een stabielere vorm van inkomen en liet zij de fotografie achter zich. Ze ging onder andere werken als tekstschrijfster.

## Herontdekking
Per toeval werd het werk van Lenz in het begin van de eenentwintigste eeuw 'herontdekt'. Lenz, toen al in de negentig, was fysiek niet meer in staat om in haar appartement in Greenwich Village te blijven wonen en verhuisde naar een verzorgingstehuis. Haar buurman regelde haar verhuizing en ontfermde zich over haar fotoafdrukken, negatieven, correspondentie en fotografie-uitrusting. Hij legde contact met de fotograaf Gordon Stettinius, die in samenwerking met de Virginia Commonwealth Universiteit het archief van Lenz organiseerde documenteerde en digitaliseerde. Stettinius raakte onder de indruk van haar werk en bemerkte dat het niet onderdeed voor het werk van de beroemde fotografen uit haar tijd. Hij nam het initiatief tot het publiceren van een monografie, waarvoor hij speciaal een eigen uitgeverij oprichtte. Tijdens het samenstellen van het boek stond hij in nauw contact met Lenz. Door het vervagen van haar geheugen bleek het lastig om een heldere tijdslijn te geven van haar professionele periode.
Naast de uitgave van de monografie volgde er in 2010 ook een overzichtstentoonstelling van drieëndertig van haar werken in de Gitterman Gallery in New York.
Op 100-jarige leeftijd kwam Gita Lenz te overlijden.

## Monografie
- Gita Lenz: Photographs. Candela Books, 2010

- Gemeinsame Normdatei: 1021205540
- International Standard Name Identifier: 0000 0001 2351 1821
- Library of Congress Control Number: no2011108888
- PIC: 2424
- Union List of Artist Names: 500337324
- Virtual International Authority File: 173354869
- WorldCat: E39PBJt44kHhr49ygYhRPqRxjC

Ansel Adams (Verenigde Staten) · Erich Andres (Duitsland) · Emmy Andriesse (Nederland) · Diane Arbus (Verenigde Staten) · Allan Arbus (Verenigde Staten) · Eve Arnold (Verenigde Staten) · Richard Avedon (Verenigde Staten) · Ruth-Marion Baruch (Verenigde Staten) · Hugh Bell (Verenigde Staten) · Wermund Bendtsen (Denemarken) · Paul Berg (Verenigde Staten) · Lou Bernstein (Verenigde Staten) · John Bertolino (Italië/Verenigde Staten) · Eva Besnyö (Nederland) · Werner Bischof (Zwitserland) · Maria Bordy (Rusland) · Édouard Boubat (Frankrijk) · Margaret Bourke-White (Verenigde Staten). Mathew Brady (Verenigde Staten) · Bill Brandt (Verenigd Koninkrijk) · Brassai (Frankrijk) · Lola Álvarez Bravo (Mexico) · Manuel Álvarez Bravo (Mexico) · Josef Breitenbach (Duitsland, Verenigde Staten) · David Brooks (Canada) · Reva Brooks (Canada) · Ernst Brunner (Zwitserland) · Esther Bubley (Verenigde Staten) · Wynn Bullock (Verenigde Staten) · Shirley Burden (Verenigde Staten) · Rudolf Busler (Duitsland) · Harry Callahan (Verenigde Staten) · Cornell Capa (Verenigde Staten) · Robert Capa · Robert Carrington · Lewis Carroll (Verenigd Koninkrijk) · Henri Cartier-Bresson (Frankrijk) · Ted Castle (Verenigde Staten) · Marcos Chamúdez (Chili) · Al Chang (Verenigde Staten) · Ed Clark (Verenigde Staten) · Hermann Claasen (Duitsland) · John Collier (Verenigde Staten) · Jerry Cooke (Verenigde Staten) · Gordon Coster (Verenigde Staten) · Barney Cowherd (Verenigde Staten) · Ralph Crane (Verenigde Staten) · Ruth Davis (Verenigde Staten) · Roy DeCarava (Verenigde Staten) · Loomis Dean (Verenigde Staten) · Jack Delano (Verenigde Staten) · Nick De Morgoli · J. De Pietro · R. Diament (USSR) · Robert Doisneau (Frankrijk) · Nell Dorr (Verenigde Staten) · Nora Dumas (Frankrijk) · David Douglas Duncan (Verenigde Staten) · Alfred Eisenstaedt (Verenigde Staten) · Ed van der Elsken (Nederland) · Pat English (Verenigde Staten) · Elliott Erwitt (Verenigde Staten) · J. R. Eyerman (Verenigde Staten) · Sam Falk (Verenigde Staten) · Nat Farbman (Verenigde Staten) · Eleanor Fast · Louis Faurer (Verenigde Staten) · Ed Feingersh (Verenigde Staten) · Andreas Feininger (Verenigde Staten) · Vito Fiorenza (Italië) · Leopold Fischer (Oostenrijk) · John Florea (Verenigde Staten) · Robert Frank (Verenigde Staten) · Toni Frissell (Verenigde Staten) · Unosuke Gamou (Japan) · William Garnett (Verenigde Staten) · Herbert Gehr (Verenigde Staten) · Guy Gillette (Verenigde Staten) · Burt Glinn (Verenigde Staten) · Fritz Goro (Verenigde Staten) · Allan Grant (Verenigde Staten) · Farrell Grehan (Verenigde Staten) · René Groebli (Zwitserland) · Mildred Grossman (Verenigde Staten) · Karl W. Gullers (Zweden) · Ernst Haas (Verenigde Staten) · Peter W. Haberlin (Zwitserland) · Hideo Haga (Japan) · Otto Hagel (Verenigde Staten) · Robert Halmi (Hongarije) · Hiroshi Hamaya (Japan) · Hans Hammarskiöld (Zweden) · Hella Hammid (Verenigde Staten) · Chien Hao (China) · Bert Hardy (Verenigd Koninkrijk) · Richard Harrington (Canada) · Eugene Harris (Verenigde Staten) · D. Harrissiades (Griekenland) · Eugene Harris (Verenigde Staten) · Caroline Hebbe-Hammarskiöld (Zweden) · George Heyer (Verenigde Staten) · Paul Himmel (Verenigde Staten) · Tana Hoban (Verenigde Staten) · Frank Horvat (Italië) · Kurt Huhle (Duitsland) · Willi Huttig (Duitsland) · Yasuhiro Ishimoto (Japan) · Izis (Frankrijk) · Fenno Jacobs (Verenigde Staten) · Raymond Jacobs (Verenigde Staten) · Ronny Jacques (Canada) · Bob Jakobsen (Verenigde Staten) · Nico Jesse (Nederland) · Constantin Joffé · Carter Jones (Verenigde Staten) · Henk Jonker (Nederland) · Victor Jorgensen (Verenigde Staten) · Clemens Kalischer (Verenigde Staten) · Simpson Kalischer (Verenigde Staten) · Consuelo Kanaga (Verenigde Staten) · Dmitri Kessel (Verenigde Staten) · Keystone Press (Agency, Verenigde Staten) · Ihei Kimura (Japan) · Martha Kitchen (Verenigde Staten) · N. Kolli (USSR) · Torkel Korling (Verenigde Staten) · Nikolai Kozlovsky (USSR) · Ewing Krainin (Verenigde Staten) · Herman Kreider (Verenigde Staten) · Walter B. Lane · Dorothea Lange (Verenigde Staten) · Harry Lapow (Verenigde Staten · Lisa Larsen (Verenigde Staten) · Alma Lavenson (Verenigde Staten) · Arthur Lavine (Verenigde Staten) · Russell Lee (Verenigde Staten) · Nina Leen (Rusland/Verenigde Staten) · Laurence Le Guay (Australië) · Henri Leighton (Verenigde Staten) · Arthur Leipzig (Verenigde Staten) · Charles Leirens (België) · Gita Lenz (Verenigde Staten) · Leon Levinstein (Verenigde Staten) · Helen Levitt (Verenigde Staten) · Margery Lewis (Verenigde Staten) · Sol Libsohn (Verenigde Staten) · David Linton · Herbert List (Duitsland) · Jacob Lofman (Polen/Verenigde Staten) · Jack Lorner (Verenigde Staten) · Arnold Maahs (Verenigde Staten) · Hans Malmberg (Zweden) · Jean Marquis (Frankrijk) · Alexander Marshak (Verenigde Staten) · Thomas McAvoy (Verenigde Staten) · Leonard McCombe (Verenigde Staten) · G.H. Metcalf · Gjon Mili (Albanië/Verenigde Staten) · Frank Miller (Verenigde Staten) · Joan Miller (Verenigde Staten) · Lee Miller (Verenigde Staten) · Wayne Miller (Verenigde Staten) · May Mirin (Verenigde Staten) · Lisette Model (Oostenrijk/Verenigde Staten) · Peter Moeschlin (Zwitserland) · David Moore (fotograaf) (Australië) · Barbara Morgan (Verenigde Staten) · Hedda Morrison (Duitsland) · Ralph Morse (Verenigde Staten) · Robert Mottar (Verenigde Staten) · Carl Mydans (Verenigde Staten) · David Myers (Verenigde Staten) · Fritz Neugass (Duitsland/Verenigde Staten) · Lennart Nilsson (Zweden) · Pål Nils Nilsson (Zweden) · Emil Obrovsky (Oostenrijk) · Yoichi Okamoto (Verenigde Staten) · Cas Oorthuys (Nederland) · Ruth Orkin (Verenigde Staten) · Don Ornitz (Verenigde Staten) · Eiju Otaki · Homer Page (Verenigde Staten) · Marion Palfi (Verenigde Staten) · Gordon Parks (Verenigde Staten) · Rondal Partridge (Verenigde Staten) · Irving Penn (Verenigde Staten) · Carl Perutz (Verenigde Staten) · John Phillips (Algeria/Verenigde Staten · Leonti Planskoy (Rusland/Verenigd Koninkrijk) · Ray Platnick (Verenigde Staten) · Fred Plaut (Duitsland) · Rudolf Pollak (Duitsland) · Rapho Guilumette (Agency, Frankrijk) · Gottfried Rainer (Oostenrijk) · Daniel J. Ransohoff (Verenigde Staten) · Bill Rauhauser (Verenigde Staten) · Satyajit Ray (India) · Abdul Razay Mehta (Pakistan) · Anna Riwkin-Brick (Rusland/Zweden) · George Rodger (Verenigd Koninkrijk) · Willy Ronis (Frankrijk) · Annelise Rosenberg · Hannes Rosenberg · Sanford H. Roth (Verenigde Staten) · Charles Rotkin (Verenigde Staten) · Michael Rougier (Verenigde Staten) · Kosti Ruohomaa (Verenigde Staten) · August Sander (Duitsland) · Walter Sanders (Verenigde Staten) · Karl Sandes (Zweden) · Frank Scherschel (Verenigde Staten) · Hans A. Schreiner (Nederland) · Gotthard Schuh (Zwitserland) · Éric Schwab (Frankrijk) · Bob Schwalberg (Verenigde Staten) · Kurt Severin (Duitsland/Verenigde Staten) · David Seymour (Polen) · Ben Shahn (Litouwen/Verenigde Staten) · Musya S. Sheeler (Verenigde Staten) · Li Shu · George Silk (Nieuw-Zeeland/Verenigde Staten) · Bradley Smith (Verenigde Staten) · Ian Smith (Verenigd Koninkrijk) · W. Eugene Smith (Verenigde Staten) · Howard Sochurek (Verenigde Staten) · Peter Stackpole (Verenigde Staten) · Alfred Statler (Verenigde Staten) · Gitel Steed (Verenigde Staten) · Edward Steichen (Luxemburg/Verenigde Staten) · Richard Steinheimer (Verenigde Staten) · Ezra Stoller (Verenigde Staten) · Lou Stoumen (Verenigde Staten) · George Strock (Verenigde Staten) · Constance Stuart (Zuid-Afrika) · Étienne Sved (Hongarije) · Suzanne Szasz (Verenigde Staten) · Jay Te Winterburn (Verenigde Staten) · YoshisVerenigd Koninkrijke Terao · Gustavo Thorlichen (Argentinië) · Charles Trieschmann (Verenigde Staten) · François Tuefferd (Frankrijk) · Jakob Tuggener (Zwitserland) · Allan Turoff · Doris Ulmann (Verenigde Staten) · Alexander Uzylan (USSR) · William Vandivert · Pierre Verger (Frankrijk/Brazil) · Ike Vern (Verenigde Staten) · 'Véro' (Werner Rosenberg) (Frankrijk) · Roman Vishniac (Rusland/Verenigde Staten) · Carmel Vitullo (Verenigde Staten) · Edward Wallowitch (Verenigde Staten) · Sabine Weiss (Zwitserland) · Todd Webb (Verenigde Staten) · Dan Weiner (Verenigde Staten) · Edward Weston (Verenigde Staten) · Hans Wild (Verenigd Koninkrijk) · Bob Willoughby (Verenigde Staten) · Garry Winogrand (Verenigde Staten) · Arthur Witman (Verenigde Staten) · Jasper Wood (Verenigde Staten) · Cedric Wright (Verenigde Staten) · Yosuke Yamahata (Japan) · Shizuo Yamamato